# Jean-Paul Schlatter
Jean-Paul Schlatter (24 september 1957) is een voormalige Belgische atleet, die gespecialiseerd was in het speerwerpen. Hij werd vijfmaal Belgisch kampioen.

## Biografie
Jean-Paul Schlatter werd in 1984 voor het eerst Belgisch kampioen in het speerwerpen. Het jaar nadien verlengde hij zijn titel. In 1986 werd hij Belgisch recordhouder met de nieuwe speer. Het jaar daarna bracht hij het Belgisch record naar 74,02 m.
In 1988 trachtte Schlatter zich te kwalificeren voor de Olympische Spelen. Hij werd opnieuw Belgisch kampioen en bracht zijn Belgisch record naar 76,28. Beide prestaties werden echter geannuleerd toen bleek, dat hij voordien op een meeting in Villeneuve-d'Ascq betrapt was op doping. Hij werd hiervoor voor twee jaar geschorst.
Na afloop van zijn schorsing behaalde Schlatter nog twee Belgische titels.

## Belgische kampioenschappen
| Onderdeel   | Jaar                         |
| ----------- | ---------------------------- |
| speerwerpen | 1984, 1985, 1987, 1991, 1993 |

## Persoonlijk record
| Onderdeel   | Prestatie       | Datum        | Plaats   |
| ----------- | --------------- | ------------ | -------- |
| speerwerpen | 74,02 m (ex-NR) | 12 juli 1987 | Byrkjelo |

## Palmares

### speerwerpen
- 1981:  BK AC - 65,28 m
- 1982:  BK AC - 67,36 m
- 1984:  BK AC - 73,08 m
- 1985:  BK AC - 68,02 m
- 1987:  BK AC - 72,38 m
- 1988:  BK AC - 70,92 m *
- 1990:  BK AC - 68,90 m
- 1991:  BK AC - 67,88 m
- 1993:  BK AC - 70,38 m
- 1994:  BK AC - 66,56 m
- 1995:  BK AC - 63,82 m
- 1996:  BK AC - 66,02 m
- 2000:  BK AC - 66,65 m

* geschrapt wegens dopinggebruik eerder dat jaar

## Onderscheidingen
- 1987: Grand Prix LBFA